# Jukka Ketomäki
Jukka Ketomäki, né le 13 juin 1976, est un pilote automobile finlandais de rallyes.

## Biographie
Il a débuté la compétition dans cette discipline en 2000, et reste toujours en activité.

## Palmarès

### Titre
- Vainqueur de la Coupe d'Europe FIA des rallyes d'Europe du Nord: 2004, copilote Jarkko Alanen sur Mitsubishi Lancer Evo VII;

### Victoires en ERC
- Rallye Arctique: 2004;

## Autres victoires
- Rallye de Kurstadt Bad Schmiedeberg (Allemagne): 2012.